# Софийск (Могилёвская область)
Софи́йск (бел. Сафійск) — деревня в составе Сухаревского сельсовета Могилёвского района Могилёвской области Белоруссии.

## Население
- 2010 год — 18 человек